# Comănești (okręg Gałacz)
Comănești – wieś w Rumunii, w okręgu Gałacz, w gminie Cavadinești. W 2011 roku liczyła 249 mieszkańców.